# Sopwith Snail
Sopwith 8F.1 Snail là một mẫu thử máy bay tiêm kích của Anh trong Chiến tranh thế giới I.

## Tính năng kỹ chiến thuật
Dữ liệu lấy từ War Planes of the First World War 
Đặc điểm tổng quát
- Kíp lái: 1
- Chiều dài: 19 ft 0 in (5,79 m)
- Sải cánh: 25 ft 4 in (7,72 m)
- Chiều cao: 7 ft 10 in (2,39 m)
- Diện tích cánh: 250 ft²[2] (17,7 m²)
- Trọng lượng rỗng: 1.390 lb (632 kg)
- Trọng lượng có tải: 1.920 lb (873 kg)
- Động cơ: 1 × ABC Wasp, 170 hp (127 kW)

 Hiệu suất bay 
- Vận tốc cực đại: 124,5 mph (108 knot, 200 km/h) trên độ cao 10.000 ft (3.050 m)
- Tải trên cánh: 7,68 lb/ft² (49,3 kg/m²)
- Công suất/trọng lượng: 0,089 hp/lb (0,15 kW/kg)
- Lên độ cao 10.000 ft (3.050 m): 9 phút 55 giây

Trang bị vũ khí

- Súng: 2x Súng máy Vickers và 1x Súng máy Lewis .303 in